# Javron-les-Chapelles
 Javron-les-Chapelles  es una población y comuna francesa, en la región de Países del Loira, departamento de Mayenne, en el distrito de Mayenne y cantón de Couptrain.

## Demografía
| 1632 | 1575 | 1490 | 1455 | 1400 | 1512 |
| Para los censos de 1962 a 1999 la población legal corresponde a la población sin duplicidades (Fuente: INSEE [Consultar]) |      |      |      |      |      |